# Lenguas mon-jemer
Las lenguas mon-jemer o mon-khmer son un grupo de lenguas austroasiáticas autóctonas de Indochina. Tradicionalmente se consideró que formaban un grupo filogenético válido dentro de la familia austroasiática, aunque esa hipótesis ha sido cuestionada. Según esa hipótesis la familia austroasiática se dividiría en dos ramas o unidades filogenéticas las lenguas mon-jemer y las lenguas munda. Posteriormente se propuso que las lenguas austroasiáticas constan realmente de tres ramas: mon-jemer nuclear, munda y jasi-jmui.

## Clasificación
El grupo mon-jemer tradicional constituyen una agrupación convencional de las familia austroasiática, aunque en otro tiempo se consideró que formaban una rama unidad filogenética dentro de esa familia. Sin embargo diversos autores proponen que realmente el grupo mon-jemer en sí mismo no es una rama sino que agrupa a varias ramas de la familia austroasiática.

### Lista de lenguas
Las lenguas mon-jemer incluyen las siguientes subfamilias:
- Lenguas peáricas
  - Pear es un resto en la costa de Camboya.
  - Chong (Chawang)
  - Sarare
  - Angrak (?)
  - Saoch
- Jemer (o camboyano) en Camboya, el sur de Vietnam y el nordeste de Tailandia (15 a 22 millones)
- Lenguas bahnáricas, en el sur de Laos.
  - Bahnárico septentrional
    - Bahnar
    - Rengao
    - Sedang
    - Halăng
    - Jeh (Dié)
    - Mơnơm (Bơnâm)
    - Kayơng (Cagiương)
    - Hrê (Davak)
    - Takua
    - Tơdrah (Didrah)

  - Bahnárico occidental
    - Loven (Jru)
    - Nyaheun, Prou
    - Oi, The
    - Laveh
    - Brao, Krưng, Kravet
    - Sok
    - Sapuan
    - Cheng (Jeng)
    - Saq (Sou)

  - Bahnárico meridional
    - Stieng
    - Mnong central
    - Mnong meridional
    - Mnong oriental
    - Kơho
    - Chrau (Jro)
- Lenguas katuicas.
  - Katu
  - Kantu, alto Katu
  - Phưang
  - Brû (Leu, Galler, Makong, Tri)
  - Pacoh
  - Ta'oih
  - Ngeq, Nkriang
  - Kataang
  - Kuy
  - Lor, Klor
  - Leun
  - Ir
  - Tong
  - Souei
  - So
  - Alak
  - Kasseng, Calieng
- Lenguas mon
  - Mon en el bajo Salween, Birmania (1 millón).
  - Ninkuol
- lenguas áslicas
- Lenguas viéticas
  - idioma vietnamita, hablado en Vietnam (66 a 73 millones de hablantes).
  - Mương,
  - Mày (Ruc)
  - Arem
  - Tày Pong
- Lenguas nicobaresas

## Descripción
El sistema vocálico de las lenguas mon-jemer incluye una gran variedad de vocales, que incluyen gran cantidad de vocales centrales y oposición entre vocales abiertas y cerradas. El siguiente cuadro incluye algunas vocales frecuentes (AFI) y la ortografía convencional usada para diferenciar estas vocales:
|             | Anterior | Central       | Posterior    |
| ----------- | -------- | ------------- | ------------ |
| Cerrada     | /i/ i    |               | /ɯ/ ư, /u/ u |
| Semicerrada | /e/ ê    | /əː/          | /o/ ô        |
| Semiabierta | /ɛ/ e    | /ɜ/ ơ         | /ɔ/ o        |
| Abierta     |          | /ɐː/ a, /ɐ/ ă |              |
Sidwell (2005) reconstruyó el siguiente inventario consonántico del proto-Mon-jemer:
|             |             | Labial | Alveolar | Palatal | Velar | Glotal |
| ----------- | ----------- | ------ | -------- | ------- | ----- | ------ |
| oclusiva    | sorda       | *p     | *t       | *c      | *k    | *ʔ     |
| oclusiva    | sonora      | *b     | *d       | *ɟ      | *ɡ    |        |
| Implosiva   | Implosiva   | *ɓ     | *ɗ       | *ʄ      |       |        |
| fricativa   | fricativa   |        | *s       |         |       | *h     |
| nasal       | nasal       | *m     | *n       | *ɲ      | *ŋ    |        |
| aproximante | aproximante | *w     | *l, *r   | *j      |       |        |
Este sistema es idéntico a reconstrucciones anteriores, excepto por el fonema *ʄ, que ha sido preservado razonablemente bien en las Katuico. Existen mayores incertidumbres sobre el sistema del proto-austroasiático propiamente dicho.